# FC Bern
FC Bern – szwajcarski klub piłkarski, mający swoją siedzibę w stolicy kraju - Berno.

## Historia
Chronologia nazw:
- 1894: FC Bern

Piłkarski klub FC Bern został założony w Bernie 6 czerwca 1894 roku przez Feliksa Schenka. W 1898 roku klub debiutował w Serie B mistrzostw Szwajcarii. W sezonie 1899/1900 awansował do Serie A, gdzie najpierw był pierwszym w Gruppe West, a potem w finale przegrał z Grasshopper Club. W następnym sezonie znów zdobył wicemistrzostwo kraju. W sezonie 1901/02 zajął trzecie miejsce. W sezonie 1922/23 klub był na pozycji lidera, ale mistrzostwa zostały nierozstrzygnięte. W 1920, 1921, 1925 klub zdobył Puchar kraju.
W sezonie 1931/32 zespół zajął przedostatnie 8.miejsce w Gruppe 1 Nationalliga i następny sezon spędził w 1. Liga, ale po roku wrócił do najwyższej klasy rozgrywek. Sezon 1937/38 zakończył na ostatniej pozycji i spadł do 1. Liga. W sezonie 1941/42 zajął pierwsze miejsce w grupie zachodniej, ale przegrał w finale z FC Basel. W 1944 po reorganizacji systemu lig klub został przydzielony do Nationalliga B, w której zajął drugą lokatę i w sezonie 1945/46 startował w Nationalliga A. Sezon 1947/48 zakończył na przedostatniej 13.pozycji i znów został zdegradowany do Nationalliga B. Po roku wrócił do najwyższej ligi, jednak powrót był nieudanym - ostatnie 14.miejsce w tabeli. Po roku gry w Nationalliga B znów awansował w 1951 do Nationalliga A. Sezon 1953/54 był ostatnim sezonem gry w najwyższej lidze. Po zajęciu przedostatniego 13.miejsca klub spadł do drugiej klasy rozgrywek, w której ostatnio grał w 1983. W kolejnych latach występował w niższych ligach, a w 1998 spadł nawet do 3.Ligi (poziom VII).

## Sukcesy

### Trofea międzynarodowe
Nie uczestniczył w rozgrywkach europejskich (stan na 31-12-2016).

### Trofea krajowe
| \| \| Zdobyte trofea w rozgrywkach Szwajcarii (stan na: 31-05-2017) \| |                                                               |      |                                                                         |
| Rozgrywki                                                              | Osiągnięcie                                                   | Razy | Sezon(y)                                                                |
| · Mistrzostwo                                                          | I miejsce                                                     | 0    |                                                                         |
| · Mistrzostwo                                                          | II miejsce                                                    | 2    | 1899/1900, 1900/01                                                      |
| · Mistrzostwo                                                          | III miejsce                                                   | 1    | 1901/02                                                                 |
| Puchar                                                                 | zdobywca                                                      | 3    | 1920, 1921, 1925                                                        |
| Puchar                                                                 | finalista                                                     | 1    | 1926                                                                    |
| II liga                                                                | I miejsce                                                     | 2    | 1932/33 (grupa 2), 1941/42 (grupa zachodnia)                            |
| II liga                                                                | II miejsce                                                    | 5    | 1939/40 (grupa 2), 1942/43 (grupa wschodnia), 1944/45, 1948/49, 1950/51 |
| II liga                                                                | III miejsce                                                   | 1    | 1940/41 (grupa środkowa)                                                |
| Szwajcaria                                                             | Zdobyte trofea w rozgrywkach Szwajcarii (stan na: 31-05-2017) |      |                                                                         |

## Stadion
Klub rozgrywał swoje mecze domowe na stadionie Neufeld w Bernie, który może pomieścić 11500 widzów.